# Außenpolitik Äthiopiens

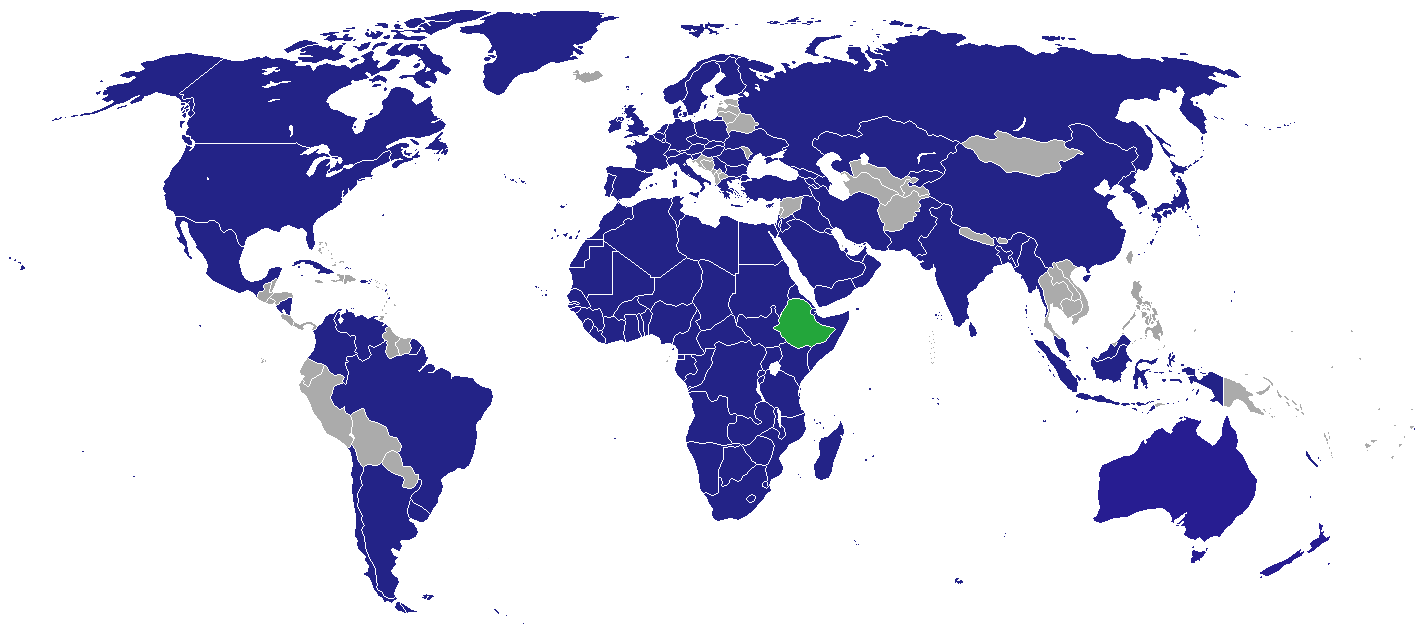
Staaten mit diplomatischen Missionen in Äthiopien

Die Außenpolitik Äthiopiens ist geprägt von den schwierigen Verhältnissen und häufig ungeklärten Grenzziehungen der Regionalmacht Äthiopien zu den meisten seiner afrikanischen Nachbarstaaten.

## Geschichte der Außenbeziehungen
Äthiopien ist ein seit Jahrtausenden existierender Staat, das Kaiserreich Abessinien galt bis zu seinem Ende als das älteste noch existierende Staatsgebilde der Welt. Im Jahre 1493 erreichte der Portugiese Pedro de Covilhão den Hof des Kaisers (Negus). Er sollte für ein portugiesisch-äthiopisches Bündnis werben, da Portugal zu dieser Zeit begann seine Kolonialherrschaft an den Küstengebieten des Indischen Ozeans aufzubauen. Im Jahr 1543 unterstützten portugiesische Hilfstruppen unter dem Sohn von Vasco da Gama, Cristóvão da Gama, die Äthiopier auf Hilferuf des Negus gegen die Truppen des Sultanat Adal unter Ahmed Graññ, denen sie eine vernichtende Niederlage bescherten. Die Strategie der Portugiesen, einer Bekehrung des gesamten Landes zum katholischen Glauben, scheiterte jedoch. Die Äthiopisch-Orthodoxe Tewahedo-Kirche war nur kurzzeitig mit der römisch-katholischen Kirche des Kirchenstaats uniert.
Während des europäischen Wettlaufs um Afrika, als zahlreiche europäische Länder die afrikanischen Völker kolonisieren wollten, blieb Äthiopien standhaft und versuchte vielmehr eigene imperialistische Pläne umzusetzen. Unter Kaiser Theodor II. kam es zur Konfrontation mit den Engländern. Dieser widersetzte sich auch dem türkischen Kolonialismus, der bereits die Küstengebiete dem Osmanischen Reich angeschlossen hat. Aufgrund eines diplomatischen Konfliktes mit Großbritannien nahm er ab 1865 alle Europäer in seinem Land als Geiseln gefangen. Dies führte zur militärischen Britischen Äthiopienexpedition von 1868 und zur Befreiung der Gefangenen.
Kaiser Johannes IV. hingegen hatte die Briten und Ägypter bei der Evakuierung ihrer Garnisonen an der sudanesisch-äthiopischen Grenze während des Mahdi-Aufstandes unterstützt. Unter Kaiser Menelik II. hingegen begann die Umsetzung der amharischen Expansionspläne gegen die Reiche der Oromo im Süden, die Gurage im Südwesten, gegen Awsa, dem Staat der Afar im Nordosten, und gegen die Somali im Osten. Selbst der mächtige "Gottkönig" von Kaffa musste sich dem Expansionsdrang des äthiopischen Imperiums beugen.
Am 7. März 1905 schloss Äthiopien, nachdem es an der dschibutischen Küste mit französischen und an der Somaliküste mit italienischen Kolonialherren in Kontakt kam, mit einer deutschen Delegation unter Leitung von Friedrich Rosen und Kaiser Menelik einen Freundschafts- und Handelsvertrag mit dem Deutschen Reich ab. Teilweise wurden sogar europäische Beamte mit in die Regierung aufgenommen. Am 28. September 1923 wurde Äthiopien Mitglied des Völkerbundes.

## Grundlagen der Außenpolitik
Äthiopien gilt als Regionalmacht am Horn von Afrika. Es gewann den Eritreisch-Äthiopischen Grenzkrieg von 1998 bis 2000 und schritt mehrmals im Bürgerkrieg in Somalia ein. Zudem hat das Land die Unterstützung der USA. Äthiopien selbst will in Sicherheit leben und Stabilität in der Region wahren, gleichzeitig auch seine eigenen Interessen durchsetzen. Vorrang haben die Beziehungen zu den Nachbarländern am Horn von Afrika und zu den internationalen Geberländern, vor allem den USA und den EU-Mitgliedstaaten.
Äthiopien spielt eine aktive Rolle u. a. in der ostafrikanischen Regionalorganisation IGAD (Inter-Governmental Authority on Development), wo es seit Juni 2008 den Vorsitz einnimmt, und in der Afrikanischen Union sowie in der NEPAD (Neue Partnerschaft für Afrikanische Entwicklung). Auch überregional spielt Äthiopien zunehmend eine prominentere Rolle. So hat Ministerpräsident Meles die afrikanische Haltung zu Umweltfragen koordiniert und auf dem Umweltgipfel in Kopenhagen (Nov. 2009) vertreten.
Die äthiopische Sicherheits- und Verteidigungspolitik ist zumeist defensiv, hält aber unverändert am Ziel ausreichend starker Streitkräfte fest. Die Streitkräfte befinden sich zurzeit im Umbruch. Die Personalstärke von offiziell 300.000 Mann im Krieg gegen Eritrea wurde bereits auf ca. 130.000 reduziert. Gleichzeitig wurde mit der Aufstellung von Reservestreitkräften begonnen. Äthiopien hatte Truppen für die UNO-Einsätze in Burundi und in Liberia entsandt und hat Soldaten und Polizisten für die Friedensmission der UNO und AU (UNAMID) in Darfur zur Verfügung gestellt.

## Beziehungen zu den Nachbarstaaten
Äthiopien betrachtet manche Nachbarstaaten als Unruheherde, aus denen separatistische, terroristische und islamistische Strömungen in die Regionen Äthiopiens hineingehen. Die Beziehungen zu den anderen Nachbarstaaten sind geschäftsmäßig.

### Verhältnis zu Dschibuti
Dschibuti ist, seit Eritrea 2000 den Zugang Äthiopiens zu seinen Häfen verwehrt hat, wichtigster Hafenzugang Äthiopiens. Äthiopien ist durch die Eisenbahnlinie von Addis Abeba nach Dschibuti an den Hafen von Dschibuti angebunden.

### Verhältnis zu Eritrea
Die Beziehungen zur ehemaligen Provinz Eritrea sind seit dessen Unabhängigkeit von Äthiopien im Jahre 1993 ein bestimmendes Element der Außenbeziehungen des Landes. Die nach dem gemeinsamen Kampf der beiden Befreiungsbewegungen gegen das Regime der Arbeiterpartei Äthiopiens von Mengistu Haile Mariam 1991 zunächst guten Beziehungen verschlechterten sich nach der Unabhängigkeit zunehmend.
Mit dem eritreischen Angriff auf Badme begann 1998 ein blutiger Grenzkrieg mit ca. 100.000 Toten, der durch den Waffenstillstand und den Friedensvertrag von Algier 2000 beendet wurde. Zur Sicherung des Waffenstillstands stationierten die Vereinten Nationen eine Friedenstruppe (UNMEE Mission der Vereinten Nationen in Äthiopien und Eritrea) in einem 25 Kilometer tiefen Grenzstreifen auf eritreischem Gebiet, bis die Festlegung und Markierung der umstrittenen Grenze durch die von beiden Seiten gebildete Grenzkommission EEBC erfolgt sein würde.
Die Entscheidung der Grenzkommission, die nach dem Einverständnis der Parteien abschließend und bindend sein sollte, wurde am 13. April 2002 verkündet (Delimitierung d. h. rechtliche Festlegung der Grenze durch 146 geographischen Koordinaten seitens der EEBC Ende November 2007). Äthiopien ist nicht bereit, die physische Grenzdemarkation vorzunehmen und fordert weiterhin einen umfassenden politischen Dialog auch zur Umsetzung dieser Entscheidung. Dies lehnt Eritrea ab und besteht auf einer technischen Umsetzung der Demarkation. Das Mandat von UNMEE wurde vom Sicherheitsrat der VN am 31. Juli 2008 ersatzlos beendet, da sowohl Äthiopien als auch Eritrea keine Zustimmung zu einer Fortsetzung gaben. Auch die Entscheidung der „Eritrea-Ethiopian Claims Commission“ für den Ausgleich von Kriegsschäden vom 17. August 2009, die Äthiopien eine leicht höhere Kompensation (176,1 Millionen US-Dollar gegenüber 161,5 Millionen US-Dollar für Eritrea) zuspricht, wird nicht akzeptiert.
Vor diesem Hintergrund wurde die deutliche Kritik der Afrikanischen Union an Eritrea, zuletzt auf dem AU-Gipfel in Sirte (1. bis 3. Juli 2009) sowie die Sanktionsentscheidung des Sicherheitsrats der Vereinten Nationen vom 23. Dezember 2009 mit deutlicher Genugtuung aufgenommen. Die Beziehungen bleiben weiter angespannt, ohne dass jedoch Anzeichen für eine Verschärfung zu erkennen sind.

### Verhältnis zu Somalia
Die Beziehungen zu Somalia sind vor dem Hintergrund der weitgehend unkontrollierten Grenze zwischen der Somali-Region Äthiopiens und Somalia, der Erfahrung des Ogadenkriegs von 1977/78 sowie der Furcht vor einer islamistisch-fundamentalistischen Orientierung Somalias mit entsprechenden Rückwirkung auf Äthiopien und den fortgesetzten Aktionen bewaffneter Oppositionsgruppen (OLF, ONLF) von somalischem Territorium aus zu sehen. Nachdem Ende 2006 die Union der Islamischen Gerichtshöfe kurz vor der Ausschaltung der international anerkannten somalischen Übergangsregierung stand, sah Äthiopien seine Sicherheitsinteressen gefährdet und intervenierte mit Zustimmung der Übergangsregierung militärisch in Somalia.
Nach kurzen Gefechten wurden die Gerichtshöfe aus Zentral- und Südsomalia vertrieben mit der Folge, dass die Übergangsregierung seit Januar 2007 ihren Sitz in Mogadischu nehmen konnte. Äthiopien hat im Januar 2009 seine Truppen zurückgezogen und die Bereitschaft erklärt, mit der neuen Somalischen Regierung unter Scheich Scharif zusammenzuarbeiten. Probleme beim Aufbau der AU-Friedensmission in Somalia (AMISOM) bereiten die finanzielle Unterstützung von AMISOM durch die internationale Gebergemeinschaft und die unzureichende Bereitschaft afrikanischer Staaten, Truppenkontingente zur Verfügung zu stellen (bisher sind Uganda sowie Burundi mit jeweils fünf Bataillonen vor Ort, insgesamt 5100 Soldaten).
Äthiopien hat derzeit ca. 60.000 Flüchtlinge aus der Mogadischu-Region aufgenommen. Der monatliche Zufluss beträgt zurzeit ca. 1700 Flüchtlinge im Monat (mit steigender Tendenz), deren Hauptmotiv die Flucht vor dem islamisch-fundamentalistischen Einfluss und der damit verbundenen Unsicherheit ist. Vor diesem Hintergrund hat Äthiopien ein besonderes Interesse an Stabilität in Somalia.

### Verhältnis zum Sudan
Gegenüber dem Sudan bemüht sich Äthiopien um eine Verbesserung der Beziehungen. Dies führte seit Ende 1999 zu einem Ausgleich, der sich auch im wirtschaftlichen Bereich (Handelsbeziehungen, Import von Treibstoff, Nutzung des Hafens Port Sudan, Verbesserung der Straßenverbindung) sowie bei der Grenzdemarkation auswirkt. Im Zusammenhang mit der Umsetzung des „Comprehensive Peace Agreement“ setzt sich Äthiopien klar für die weitere Einheit des Sudan nach dem Referendum 2010 ein, stellt sich jedoch faktisch auch bereits jetzt auf andere Szenarien ein. Auch hier spielt Äthiopien als IGAD-Vorsitz eine sehr aktive Rolle und drängt insbesondere auf eine rechtzeitige Festlegung der „post referendum modalities“, die gegebenenfalls für eine geordnete Abspaltung des Südsudans essentiell sind.

### Verhältnis zu Kenia
Das Verhältnis zum südlichen Nachbarn Kenia ist trotz gelegentlicher grenzüberschreitender Auseinandersetzungen innerhalb der lokalen Ethnien gut.

## Beziehungen zu Europa
Äthiopien ist in die Zusammenarbeit der Europäischen Union mit den Staaten Afrikas, der Karibik und des Pazifik (AKP) einbezogen und hat – nach den Jaunde- und Lomé-Abkommen – auch das Cotonou-Abkommen vom 23. Juni 2000 unterzeichnet. Im Rahmen dieses Abkommens ist Äthiopien der größte Hilfsempfänger. Für die Jahre 2008 bis 2013 sind im Rahmen des Zehnten Europäischen Entwicklungsfonds insgesamt 644 Millionen Euro vorgesehen (deutscher Anteil: 20,5 Prozent), die unter anderem den Bereichen wirtschaftliche Infrastruktur, Ernährungssicherheit und makroökonomische Unterstützung zugutekommen.
Der EU-Kommissar für Entwicklung, Andris Piebalgs stattete Äthiopien vom 6. bis 8. Mai 2010 einen Besuch ab, in dessen Verlauf er vier Finanzierungsvereinbarungen mit Äthiopien unterzeichnete, die Äthiopien Unterstützung in Höhe von 27,8 Millionen Euro für Entwicklungsvorhaben in den Bereichen, Landwirtschaft, Justiz und Gleichberechtigung der Geschlechter zusagen.
Die Europäische Union spielt ferner durch die Entsendung einer Wahl-Beobachtermission für den geordneten Ablauf und die Legitimität der für Mai 2010 anstehenden äthiopischen Wahlen eine besondere Rolle. Die Mission wird von der EU mit acht Millionen Euro finanziert und ist beauftragt, auch in der Phase im unmittelbaren Anschluss an die Wahl ihre Beobachtung fortzusetzen.
Äthiopien hat 2008 von der EU und ihren Mitgliedsstaaten fast 870 Millionen Euro Unterstützung erhalten und ist damit im Bereich der Entwicklungszusammenarbeit der wichtigste Partner der EU in Subsahara-Afrika.

### Verhältnis zu Italien
Die Beziehungen zu Italien sind von besonderer Natur. Das faschistische Königreich Italien war in Äthiopien militärisch aktiv.

### Verhältnis zu Portugal
Die heutigen äthiopisch-portugiesischen Beziehungen sind normal entwickelt, jedoch spielte in der Geschichte Äthiopiens die Anwesenheit Portugals eine besondere Rolle. Für die Zurückdrängung des Islams (endgültig mit der Schlacht von Wayna Daga 1543) und damit den Erhalt des christlichen Äthiopiens war die portugiesische Militärexpedition in Äthiopien unter Cristóvão da Gama von entscheidender Bedeutung. Es entwickelte sich danach eine portugiesische Gemeinde im Land, die die technische, kulturelle und theologische Entwicklung Äthiopiens beeinflusste. Ihre zunehmende katholische Missionierung führte im 17. Jahrhundert jedoch zu einem blutigen Bürgerkrieg und dem Ende der portugiesischen Anwesenheit im Land.

### Verhältnis zur Türkei
Diplomatische Beziehungen zwischen Äthiopien und der Türkei bestehen bereits seit Jahrhunderten. In der Vergangenheit trugen beide Länder, das Kaiserreich Abessinien und das Osmanische Reich, jedoch diverse Kriege aus. So eroberte die Osmanische Armee im 16. Jahrhundert die Küstengebiete des Kaiserreichs und verleibte sie sich als Habeş Eyaleti ein.
Später wurden die Beziehungen jedoch friedlicher, so eröffnete das Osmanische Reich von 1910 bis 1912 ein Honorarkonsulat in der historischen Stadt Harar und ein Generalkonsulat in der Hauptstadt Addis Abeba. Im Jahr 1925 eröffnete die Republik Türkei eine Botschaft in Addis Abeba.
Äthiopien eröffnete ihrerseits eine Botschaft in der türkischen Hauptstadt Ankara im Jahre 1959, musste es jedoch wegen wirtschaftlicher Hemmnisse 1976 wieder schließen. Sie eröffnete es wieder im Jahr 2006.

## Beziehungen zu Asien
Zunehmend wichtig sind zudem China und Indien. Daneben sucht das Land gute Beziehungen zu den arabischen Staaten sowie der Türkei, Russland und Japan.

## Mitgliedschaften in Organisationen
| - AKP-Staaten - Internationale Atomenergieorganisation - Internationale Entwicklungsorganisation - Afrikanische Entwicklungsbank - Internationale Bank für Wiederaufbau und Entwicklung - Wirtschaftskommission für Afrika - Internationales Olympisches Komitee - Konferenz der Vereinten Nationen für Handel und Entwicklung - Ernährungs- und Landwirtschaftsorganisation - Fédération internationale des Sociétés de la Croix-Rouge et du Croissant-Rouge - Internationaler Fonds für landwirtschaftliche Entwicklung - Internationaler Währungsfonds - Gruppe der 24 - Gruppe der 77 - Hoher Flüchtlingskommissar der Vereinten Nationen - Autorité intergouvernementale pour le développement - Intelsat - Interpol - Internationale Organisation für Normung - Internationale Rotkreuz- und Rothalbmond-Bewegung | - Bewegung der Blockfreien Staaten - Internationale Zivilluftfahrtorganisation - Organisation für das Verbot chemischer Waffen - Internationale Organisation für Migration (Beobachter) - Internationale Arbeitsorganisation - Internationale Seeschifffahrts-Organisation - Organisation météorologique mondiale - Weltorganisation für geistiges Eigentum - Weltgesundheitsorganisation - Welttourismusorganisation - Vereinte Nationen - Organisation der Vereinten Nationen für industrielle Entwicklung - Organisation für Afrikanische Einheit - Internationale Finanz-Corporation - Internationale Fernmeldeunion - Organisation der Vereinten Nationen für Erziehung, Wissenschaft und Kultur - Organisation der Vereinten Nationen für industrielle Entwicklung - Universität der Vereinten Nationen - Weltpostverein |